# Уторопи
У́торопи — село в Україні, в Яблунівській селищній громаді, Косівського району. Івано-Франківської області. Одне з найдавніших сіл Гуцульщини (відоме від 1367 року). Батьківщина поета-політв'язня Тараса Мельничука.
У 2010 році село увійшло до складу Національного природного парку «Гуцульщина».

## Географія
Межує з селами Стопчатів та Пістинь. Відстань від Косова 14 км, від залізничної станції Коломия — 21 км. Висота над рівнем моря 213 м.
Присілки і кутки: Підділ, Гора Мала, Гора Велика, Царина, Могивки, Чотири Кібці, Грабники, Доліпотік, Лісок, Загук, Насарат, Прочерти, Пригід, Короленка, Гниляки, Баня, Залевади, Центр.
Селом протікає річка Насарад з притокою Гори. На околиці села — гора Лебедин (727 м). На території села знаходять Уторопські соленосні джерела, які в минулому використовували для видобутку харчової солі.

## Історія
Перша згадка датується 1367 роком. Давня назва — У́троп (до середини XIX століття).
1524 року власник чи посідач села — польський шляхтич Ян Творовський — отримав згоду короля на заміну Уторопів на місто. Містечко мало оборонні вали. Спалене в 1672 та 1676 роках татарами.
Уторопці брали участь у повстанському русі. 12 чоловік полягли в УПА, у в'язницях і таборах загинули ще 4 людей, понад 40 огсіб були репресовані радянським режимом.

## Населення
Мова
Розподіл населення за рідною мовою за даними перепису 2001 року:
| Мова            | Кількість | Відсоток |
| --------------- | --------- | -------- |
| українська      | 2209      | 99,59%   |
| російська       | 6         | 0,27%    |
| румунська       | 1         | 0,05%    |
| інші/не вказали | 2         | 0,09%    |
| Усього          | 2218      | 100%     |

## Релігія
Більшість жителів села — православні християни. Також селі діє громада Свідків Єгови.

## Пам'ятки історії і культури
- Церква святого Архистратига Михаїла, 1929 року, належить до ПЦУ. Настоятель митрофорний протоієрей Богдан Стефанків.
- Пам'ятник (1974 р.) односельцям, полеглим у Другій світовій війні[6] (демонтований в 2023 році);
- Могили сестер Марійки Підгірянки Анки та Олени, а також священника І. Бокшованого, відомого великою просвітницькою роботою;
- Меморіальна таблиця встановлена 21 квітня 1991 року на будинку Уторопської школи на пам'ять про Марійку Підгірянку;
- Курган у центрі села, насипаний шапками селян на честь скасування панщини 1848 року (хрести, встановлені в селі на відзначення цієї історичної події, були знищені комуністичною владою);
- Хрест борцям за волю України (1992 р.);
- Пам'ятник Тарасові Шевченку (2016 р.)[7].

## Пам'ятки природи
- дубовий ліс і урочище на східній околиці села;
- гора Лебедин з озером на західній околиці;
- криниця в центрі села з ропою, з якої упродовж століть селяни варили сіль[8].
- Уторопи (заповідне урочище).

## Відомі люди

### Народилися
- Блонський Кирило Іванович — священник, громадський і культурний діяч, посол до австрійського парламенту;
- Кашевко Матвій — український правник, громадський діяч;
- Лелет Ілля Іванович — український військовик, солдат Збройних сил України, учасник російсько-української війни;
- Мельничук Тарас Юрійович — відомий поет-дисидент, лауреат Шевченківської премії. Похований в Уторопах;
- Табахарнюк Мирослав Олександрович (нар. 25 квітня 1962) — український підприємець, кандидат економічних наук, Заслужений економіст України. Голова наглядової ради компанії «МТ-інвест»;
- Хрущ Петро Васильович (нар. 2 листопада 1949) — поет-пісняр, композитор, співак. Автор відомих пісень «Коні мої, коні», «Дорога поміж гори» та ін.

### Пов'язані з селом
- Марійка Підгірянка (М. Ленерт-Домбровська) — українська письменниця. Мешкала у селі з 1888 по 1905 роки, а потім вчителювала;
- дяк І. Ступніцький — мешкав у селі з 1789 по 1840 роках. 1794 року відкрив першу школу в Уторопах.